# 10.ª etapa del Giro de Italia 2020
La 10.ª etapa del Giro de Italia 2020 tuvo lugar el 13 de octubre de 2020 entre Lanciano y Tortoreto sobre un recorrido de 177 km y fue ganada por el eslovaco Peter Sagan del equipo Bora-Hansgrohe, logrando así al menos un triunfo de etapa en las tres Grandes Vueltas. Por su parte, el portugués João Almeida consiguió mantener un día más el liderato.

## Clasificación de la etapa
| \| Clasificación de la etapa \| Clasificación de la etapa \| Clasificación de la etapa \| Clasificación de la etapa \| Clasificación de la etapa \| \| Ciclista \| Ciclista \| Equipo \| Tiempo \| \| \| ------------------------- \| ------------------------- \| ------------------------- \| ------------------------- \| ------------------------- \| \| 1.º \| Peter Sagan \| Bora-Hansgrohe \| 4 h 01 min 56 s \| \| \| 2.º \| Brandon McNulty \| UAE Team Emirates \| + 19 s \| \| \| 3.º \| João Almeida \| Deceuninck-Quick Step \| + 23 s \| \| \| 4.º \| Benjamin Swift \| Ineos Grenadiers \| + 23 s \| \| \| 5.º \| Jai Hindley \| Team Sunweb \| + 23 s \| \| \| 6.º \| Rafał Majka \| Bora-Hansgrohe \| + 23 s \| \| \| 7.º \| Patrick Konrad \| Bora-Hansgrohe \| + 23 s \| \| \| 8.º \| Wilco Kelderman \| Team Sunweb \| + 23 s \| \| \| 9.º \| Domenico Pozzovivo \| NTT Pro Cycling \| + 23 s \| \| \| 10.º \| Pello Bilbao \| Bahrain McLaren \| + 23 s \| \| |                    |                       |                 |
| |                    |                       |                 |
| Fuente: ProCyclingStats |                    |                       |                 |
| Clasificación de la etapa |                    |                       |                 |
| Ciclista | Ciclista           | Equipo                | Tiempo          |
| 1.º | Peter Sagan        | Bora-Hansgrohe        | 4 h 01 min 56 s |
| 2.º | Brandon McNulty    | UAE Team Emirates     | + 19 s          |
| 3.º | João Almeida       | Deceuninck-Quick Step | + 23 s          |
| 4.º | Benjamin Swift     | Ineos Grenadiers      | + 23 s          |
| 5.º | Jai Hindley        | Team Sunweb           | + 23 s          |
| 6.º | Rafał Majka        | Bora-Hansgrohe        | + 23 s          |
| 7.º | Patrick Konrad     | Bora-Hansgrohe        | + 23 s          |
| 8.º | Wilco Kelderman    | Team Sunweb           | + 23 s          |
| 9.º | Domenico Pozzovivo | NTT Pro Cycling       | + 23 s          |
| 10.º | Pello Bilbao       | Bahrain McLaren       | + 23 s          |

## Clasificaciones al final de la etapa

### Clasificación general(Maglia Rosa)
| \| Clasificación general \| Clasificación general \| Clasificación general \| Clasificación general \| Clasificación general \| \| Ciclista \| Ciclista \| Equipo \| Tiempo \| \| \| --------------------- \| --------------------- \| --------------------- \| --------------------- \| --------------------- \| \| 1.º \| João Almeida \| Deceuninck-Quick Step \| 39 h 38 min 05 s \| \| \| 2.º \| Wilco Kelderman \| Team Sunweb \| + 34 s \| \| \| 3.º \| Pello Bilbao \| Bahrain McLaren \| + 43 s \| \| \| 4.º \| Domenico Pozzovivo \| NTT Pro Cycling \| + 57 s \| \| \| 5.º \| Vincenzo Nibali \| Trek-Segafredo \| + 1 min 01 s \| \| \| 6.º \| Patrick Konrad \| Bora-Hansgrohe \| + 1 min 15 s \| \| \| 7.º \| Jai Hindley \| Team Sunweb \| + 1 min 19 s \| \| \| 8.º \| Rafał Majka \| Bora-Hansgrohe \| + 1 min 21 s \| \| \| 9.º \| Fausto Masnada \| Deceuninck-Quick Step \| + 1 min 36 s \| \| \| 10.º \| Hermann Pernsteiner \| Bahrain McLaren \| + 1 min 52 s \| \| |                     |                       |                  |
| |                     |                       |                  |
| Fuente: ProCyclingStats |                     |                       |                  |
| Clasificación general |                     |                       |                  |
| Ciclista | Ciclista            | Equipo                | Tiempo           |
| 1.º | João Almeida        | Deceuninck-Quick Step | 39 h 38 min 05 s |
| 2.º | Wilco Kelderman     | Team Sunweb           | + 34 s           |
| 3.º | Pello Bilbao        | Bahrain McLaren       | + 43 s           |
| 4.º | Domenico Pozzovivo  | NTT Pro Cycling       | + 57 s           |
| 5.º | Vincenzo Nibali     | Trek-Segafredo        | + 1 min 01 s     |
| 6.º | Patrick Konrad      | Bora-Hansgrohe        | + 1 min 15 s     |
| 7.º | Jai Hindley         | Team Sunweb           | + 1 min 19 s     |
| 8.º | Rafał Majka         | Bora-Hansgrohe        | + 1 min 21 s     |
| 9.º | Fausto Masnada      | Deceuninck-Quick Step | + 1 min 36 s     |
| 10.º | Hermann Pernsteiner | Bahrain McLaren       | + 1 min 52 s     |

### Clasificación por puntos(Maglia Ciclamino)
| Clasificación por puntos | Clasificación por puntos | Clasificación por puntos | Clasificación por puntos | Clasificación por puntos |
| Ciclista                 | Ciclista                 | Equipo                   | Puntos                   |                          |
| ------------------------ | ------------------------ | ------------------------ | ------------------------ | ------------------------ |
| 1.º                      | Arnaud Démare            | Groupama-FDJ             | 167 pts                  |                          |
| 2.º                      | Peter Sagan              | Bora-Hansgrohe           | 147 pts                  |                          |
| 3.º                      | Filippo Ganna            | Ineos Grenadiers         | 51 pts                   |                          |
| 4.º                      | João Almeida             | Deceuninck-Quick Step    | 41 pts                   |                          |
| 5.º                      | Davide Ballerini         | Deceuninck-Quick Step    | 40 pts                   |                          |
| 6.º                      | Andrea Vendrame          | AG2R La Mondiale         | 31 pts                   |                          |
| 7.º                      | Benjamin Swift           | Ineos Grenadiers         | 31 pts                   |                          |
| 8.º                      | Alex Dowsett             | Israel Start-Up Nation   | 29 pts                   |                          |
| 9.º                      | Marco Frapporti          | Vini Zabù-Brado-KTM      | 28 pts                   |                          |
| 10.º                     | Ruben Guerreiro          | EF Pro Cycling           | 27 pts                   |                          |

### Clasificación de la montaña(Maglia Azzurra)
| Clasificación de la montaña | Clasificación de la montaña | Clasificación de la montaña | Clasificación de la montaña | Clasificación de la montaña |
| Ciclista                    | Ciclista                    | Equipo                      | Puntos                      |                             |
| --------------------------- | --------------------------- | --------------------------- | --------------------------- | --------------------------- |
| 1.º                         | Ruben Guerreiro             | EF Pro Cycling              | 84 pts                      |                             |
| 2.º                         | Giovanni Visconti           | Vini Zabù-Brado-KTM         | 76 pts                      |                             |
| 3.º                         | Filippo Ganna               | Ineos Grenadiers            | 45 pts                      |                             |
| 4.º                         | Jonathan Castroviejo        | Ineos Grenadiers            | 45 pts                      |                             |
| 5.º                         | Jonathan Caicedo            | EF Pro Cycling              | 40 pts                      |                             |
| 6.º                         | Matthew Holmes              | Lotto-Soudal                | 20 pts                      |                             |
| 7.º                         | Domenico Pozzovivo          | NTT Pro Cycling             | 20 pts                      |                             |
| 8.º                         | Lawrence Warbasse           | AG2R La Mondiale            | 20 pts                      |                             |
| 9.º                         | Kilian Frankiny             | Groupama-FDJ                | 20 pts                      |                             |
| 10.º                        | Edoardo Zardini             | Vini Zabù-Brado-KTM         | 18 pts                      |                             |

### Clasificación de los jóvenes(Maglia Bianca)
| Clasificación del mejor joven | Clasificación del mejor joven | Clasificación del mejor joven | Clasificación del mejor joven | Clasificación del mejor joven |
| Ciclista                      | Ciclista                      | Equipo                        | Tiempo                        |                               |
| ----------------------------- | ----------------------------- | ----------------------------- | ----------------------------- | ----------------------------- |
| 1.º                           | João Almeida                  | Deceuninck-Quick Step         | 39 h 38 min 05 s              |                               |
| 2.º                           | Jai Hindley                   | Team Sunweb                   | + 1 min 19 s                  |                               |
| 3.º                           | Brandon McNulty               | UAE Team Emirates             | + 2 min 39 s                  |                               |
| 4.º                           | Tao Geoghegan Hart            | Ineos Grenadiers              | + 2 min 45 s                  |                               |
| 5.º                           | Harm Vanhoucke                | Lotto-Soudal                  | + 4 min 42 s                  |                               |
| 6.º                           | Sergio Samitier               | Movistar Team                 | + 5 min 25 s                  |                               |
| 7.º                           | James Knox                    | Deceuninck-Quick Step         | + 5 min 32 s                  |                               |
| 8.º                           | Aurélien Paret-Peintre        | AG2R La Mondiale              | + 6 min 21 s                  |                               |
| 9.º                           | Sam Oomen                     | Team Sunweb                   | + 10 min 49 s                 |                               |
| 10.º                          | Attila Valter                 | CCC Team                      | + 11 min 26 s                 |                               |

### Clasificación por equipos"Súper team"
| Clasificación por equipos | Clasificación por equipos | Clasificación por equipos | Clasificación por equipos |
| Equipo                    | Equipo                    | Tiempo                    |                           |
| ------------------------- | ------------------------- | ------------------------- | ------------------------- |
| 1.º                       | Ineos Grenadiers          | 118 h 48 min 14 s         |                           |
| 2.º                       | Deceuninck-Quick Step     | + 12 min 32 s             |                           |
| 3.º                       | Team Sunweb               | + 13 min 55 s             |                           |
| 4.º                       | Bora-Hansgrohe            | + 18 min 44 s             |                           |
| 5.º                       | Trek-Segafredo            | + 32 min 08 s             |                           |
| 6.º                       | Movistar Team             | + 33 min 34 s             |                           |
| 7.º                       | CCC Team                  | + 41 min 56 s             |                           |
| 8.º                       | Bahrain McLaren           | + 42 min 52 s             |                           |
| 9.º                       | AG2R La Mondiale          | + 45 min 11 s             |                           |
| 10.º                      | UAE Team Emirates         | + 50 min 08 s             |                           |

## Abandonos
No tomaron la salida debido a positivos en COVID-19 el equipo Mitchelton-Scott, de cuatro de miembros del staff, el equipo Jumbo-Visma, de Steven Kruijswijk, y el australiano Michael Matthews del equipo Sunweb.
Tampoco tomó la salida el estadounidense Lawson Craddock del equipo EF y no completó la etapa por fatiga el neerlandés Ramon Sinkeldam del equipo Groupama-FDJ.